# Damion Easley
Jacinto Damion Easley (Nueva York, Nueva York, 11 de noviembre de 1969), más conocido como Damion Easley, es un exjugador profesional estadounidense de béisbol que se desempeñó en la posición de segunda base en las Grandes Ligas de Béisbol (MLB). Logró obtener un Bate de Plata.

## Carrera
Easley jugó como profesional cinco temporadas en California Angels (1992-1996), después pasó por varios equipos, Detroit Tigers (1996-2002), Tampa Bay Devil Rays (2003), Florida Marlins (2004-2005), Arizona Diamondbacks (2006), y finalmente, se unió a New York Mets, donde jugó dos temporadas (2007-2008), y fue el equipo en el que se retiró.

## Premios
Fue galardonado con el Bate de Plata en una oportunidad (1998).